# Achichipico, Puebla
Achichipico är en ort i Mexiko.   Den ligger i kommunen Teotlalco och delstaten Puebla, i den sydöstra delen av landet, 110 km söder om huvudstaden Mexico City. Achichipico ligger 1 040 meter över havet och antalet invånare är 137.
Terrängen runt Achichipico är platt åt nordost, men åt sydväst är den kuperad. Runt Achichipico är det ganska glesbefolkat, med 30 invånare per kvadratkilometer. Närmaste större samhälle är Axochiapan, 5,6 km öster om Achichipico. I omgivningarna runt Achichipico växer huvudsakligen savannskog.